# 台湾胡椒
台湾胡椒（学名：Piper umbellatum）为胡椒科胡椒属下的一个种。

## 扩展阅读
- 維基物種上的相關：台湾胡椒